# خیابان کولبورن

خیابان کولبورن

خیابان کولبورن (انگلیسی: Colborne Street, Toronto) خیابانی است که چند صد متر به شرق خیابان یانگ در مرکز شهر تورنتو، انتاریو، کانادا کشیده شده‌است. از خیابان ویکتوریا و لیدر لین می‌گذرد و به خیابان چرچ ختم می‌شود. بین و به موازات شرق خیابان کینگ (تورنتو) و خیابان ولینگتون شرقی واقع شده‌است. این خیابان به دلیل حفظ چندین ساختمان تاریخی که در دوران سلطنت ملکه ویکتوریا ساخته شده‌اند، قابل توجه است.